# Harmar (Pennsylvania)
Harmar  è una township degli Stati Uniti d'America, nella contea di Allegheny nello Stato della Pennsylvania. Secondo il censimento del 2000 la popolazione è di 3.242 abitanti.

## Società

### Evoluzione demografica
La composizione etnica vede una prevalenza della razza bianca (97,75%) seguita da quella asiatica (0,99%).
| township di Harmar Popolazione |       |
| 2000                           | 3.242 |
| Stima al 01-07-07              | 3.035 |